# (36009) 1999 NA35
1999 أن أي 35 (ويعرف أيضًا باسم (36009) 1999 أن أي 35 وفق تسمية الكوكب الصغير) (بالإنجليزية: 1999 NA35)‏؛ هو كويكب ضمن حزام الكويكبات.
اكتُشف هذا الجُرم الفلكي بواسطة بحث لنكولن عن الكويكبات القريبة من الأرض في 14 يوليو 1999، وترتيبه 36009 من حيث الاكتشاف.

## الوصف
اكتُشف 360091999NA في 14 يوليو 1999 في مرصد ماغدالينا ريدج، الواقع في مقاطعة سوكورو، نيومكسيكو في الولايات المتحدة، بواسطة مشروع بحث لنكولن عن الكويكبات القريبة من الأرض (بالإنجليزية: Lincoln Near-Earth Asteroid Research)‏ LINEAR. وقد رصد المشروع 1,387 مشاهدة للكويكب إلى غاية 8 أكتوبر 2021 بتوقيت منطقة المحيط الهادئ، أي في مدة قدرها 8,516 يومًا (23.3 عام). تستغرق الفترة المدارية للكويكب 2,040 يومًا (5.6 عام).

## الخصائص المدارية
يتميز مدار هذا الكويكب بنصف محور رئيسي يبلغ 3.14 وحدة فلكية، وحضيض قدره 2.78 وحدة فلكية، وانحراف قدره 0.117 وزاوية ميلان 18.3 درجة بالنسبة لمسار الشمس. بسبب هذه الخصائص، أي نصف المحور الرئيسي بين 2 و3.2 وحدة فلكية وحضيض أكبر من 1,666 وحدة فلكية، يُصنف هذا الجُرم الفلكي وفقًا لقاعدة بيانات مختبر الدفع النفاث لأجرام النظام الشمسي الصغيرة كائنًا من حزام الكويكبات الرئيسي.

## الخصائص الفيزيائية
يُقدر القدر المطلق (H) لـ360091999NA بـ13.63 ووضاءته بـ0.092، مما يمكِّن تقدير قطره بـ 9.582كم. استُخلصت هذه النتائج بفضل ملاحظات مستكشف الأشعة تحت الحمراء عريض المجال (WISE)، وهو مرصد فضائي أمريكي وُضع في المدار في عام 2009 ويراقب السماء بأكملها بالأشعة تحت الحمراء، في عام 2011، نُشرت النتائج الأولى المتعلقة بالكويكبات من الحزام الرئيسي.

## وصلات خارجية
- (36009) 1999 NA35 في قاعدة بيانات مختبر الدفع النفاث لأجرام النظام الشمسي الصغيرة

- الاكتشاف · مخطط المدار ·  العناصر المدارية · المعلمات المادية

- (36009) 1999 NA35 على موقع ويكي سكاي: DSS2, SDSS, GALEX, IRAS, Hydrogen α, X-Ray, Astrophoto, Sky Map, Articles and images